# Olimpiadas de ajedrez
Las Olimpiadas de ajedrez son uno de los más importantes torneos ajedrecísticos que se celebran en el mundo. Se organizan oficialmente por la FIDE desde 1927 y tienen lugar cada dos años. La olimpiada de ajedrez es una competencia por equipos, cada uno representando a un país (aunque el país organizador puede jugar con dos equipos o tres en el caso de que el número total de equipos sea impar). Además se otorgan medallas individuales a las mejores actuaciones por tablero. Antiguamente se celebraba una competición diferente para hombres y mujeres, pero con la inclusión de mujeres que han participado en las olimpiadas masculinas (por ejemplo Judit Polgár, con la selección de Hungría), ahora se compite en el torneo abierto y el torneo femenino.
Las olimpiadas de ajedrez tienen una larga y rica historia, y a lo largo de sus ediciones han participado en ellas los mejores jugadores de cada época.
Aunque el ajedrez es reconocido como deporte por el COI y la FIDE forma parte de este organismo, el ajedrez no forma parte del programa de los Juegos Olímpicos. Si bien se han organizado torneos de exhibición dentro de los Juegos, desde 2004 se ha buscado que el ajedrez forme parte de estos como deporte olímpico.

## Competición
Cada federación reconocida por la FIDE puede inscribir un equipo en cada torneo de la Olimpiada (abierto o femenino). Cada equipo está compuesto por cinco jugadores, de los cuales cuatro conforman el equipo y uno es designado suplente (hasta el torneo de Dresde 2008 había dos jugadores suplentes por equipo).
Inicialmente los torneos se jugaban mediante el sistema de "todos contra todos", pero debido al incremento de equipos participantes, se optó por jugar mediante el sistema suizo desde 1976; siendo inicialmente clasificados los equipos mediante el promedio del Elo de sus integrantes.
El trofeo para el equipo ganador es la Copa Hamilton-Russell Cup, la cual fue ofrecida por el magnate inglés Frederick Hamilton-Russell como el premio de la primera Olimpiada de ajedrez de Londres (1927). La copa es retenida por el equipo ganador hasta la Olimpiada siguiente. El trofeo para el equipo ganador del torneo femenino es la copa Vera Menchik, en honor de la primera campeona mundial de ajedrez.

## Ediciones de las olimpiadas de ajedrez - torneo abierto
Se indica el año de celebración, el lugar, la cantidad de equipos intervinientes y los países que ocuparon los tres primeros puestos, con sus respectivos puntajes:
| Año  | Evento                                                                                 | Sede                          | Oro                 | Plata                                   | Bronce                  |
| ---- | -------------------------------------------------------------------------------------- | ----------------------------- | ------------------- | --------------------------------------- | ----------------------- |
| 1924 | 1.ª Olimpiada no oficial de Ajedrez Olimpiada de Ajedrez (individual)                  | París, Francia                | República Checa 31  | Hungría 30                              | Suiza 29                |
| 1926 | 2.ª Olimpiada no oficial de Ajedrez Torneo por Equipos (parte de la cumbre de la FIDE) | Budapest, Hungría             | Hungría 9           | Reino de Serbios, Croatas y Eslovenos 8 | Rumania 5               |
| 1927 | 1.ª Olimpiada de Ajedrez                                                               | Londres, Reino Unido          | Hungría 40          | Dinamarca 38½                           | Inglaterra 36½          |
| 1928 | 2.ª Olimpiada de Ajedrez                                                               | La Haya, Países Bajos         | Hungría 44          | Estados Unidos 39½                      | Polonia 37              |
| 1930 | 3.ª Olimpiada de Ajedrez                                                               | Hamburgo, Alemania            | Polonia 48½         | Hungría 47                              | Alemania 44½            |
| 1931 | 4.ª Olimpiada de Ajedrez                                                               | Praga, Checoslovaquia         | Estados Unidos 48   | Polonia 47                              | República Checa 46½     |
| 1933 | 5.ª Olimpiada de Ajedrez                                                               | Folkestone, Reino Unido       | Estados Unidos 39   | República Checa 37½                     | Suecia 34               |
| 1935 | 6.ª Olimpiada de Ajedrez                                                               | Varsovia, Polonia             | Estados Unidos 54   | Suecia 52½                              | Polonia 52              |
| 1936 | 3.ª Olimpiada no oficial de Ajedrez                                                    | Múnich, Alemania              | Hungría 110½        | Polonia 108                             | Alemania nazi 106½      |
| 1937 | 7.ª Olimpiada de Ajedrez                                                               | Estocolmo, Suecia             | Estados Unidos 54½  | Hungría 48½                             | Polonia 47              |
| 1939 | 8.ª Olimpiada de Ajedrez                                                               | Buenos Aires, Argentina       | Alemania nazi 36    | Polonia 35½                             | Estonia 33½             |
| 1950 | 9.ª Olimpiada de Ajedrez                                                               | Dubrovnik, Yugoslavia         | Yugoslavia 45½      | Argentina 43½                           | Alemania Occidental 40½ |
| 1952 | 10.ª Olimpiada de Ajedrez                                                              | Helsinki, Finlandia           | Unión Soviética 21  | Argentina 19½                           | Yugoslavia 19           |
| 1954 | 11.ª Olimpiada de Ajedrez                                                              | Ámsterdam, Países Bajos       | Unión Soviética 34  | Argentina 27                            | Yugoslavia 26½          |
| 1956 | 12.ª Olimpiada de Ajedrez                                                              | Moscú, Unión Soviética        | Unión Soviética 31  | Yugoslavia 26½                          | Hungría 26½             |
| 1958 | 13.ª Olimpiada de Ajedrez                                                              | Múnich, Alemania Occidental   | Unión Soviética 34½ | Yugoslavia 29                           | Argentina 25½           |
| 1960 | 14.ª Olimpiada de Ajedrez                                                              | Leipzig, Alemania Oriental    | Unión Soviética 34  | Estados Unidos 29                       | Yugoslavia 27           |
| 1962 | 15.ª Olimpiada de Ajedrez                                                              | Varna, Bulgaria               | Unión Soviética 31½ | Yugoslavia 28                           | Argentina 26            |
| 1964 | 16.ª Olimpiada de Ajedrez                                                              | Tel Aviv, Israel              | Unión Soviética 36½ | Yugoslavia 32                           | Alemania Occidental 30½ |
| 1966 | 17.ª Olimpiada de Ajedrez                                                              | La Habana, Cuba               | Unión Soviética 39½ | Estados Unidos 34½                      | Hungría 33½             |
| 1968 | 18.ª Olimpiada de Ajedrez                                                              | Lugano, Suiza                 | Unión Soviética 39½ | Yugoslavia 31                           | Bulgaria 30             |
| 1970 | 19.ª Olimpiada de Ajedrez                                                              | Siegen, Alemania Occidental   | Unión Soviética 27½ | Hungría 26½                             | Yugoslavia 26           |
| 1972 | 20.ª Olimpiada de Ajedrez                                                              | Skopie, Yugoslavia            | Unión Soviética 42  | Hungría 40½                             | Yugoslavia 38           |
| 1974 | 21.ª Olimpiada de Ajedrez                                                              | Niza, Francia                 | Unión Soviética 46  | Yugoslavia 37½                          | Estados Unidos 36½      |
| 1976 | 22.ª Olimpiada de Ajedrez *                                                            | Haifa, Israel                 | Estados Unidos 37   | Países Bajos 36½                        | Inglaterra 35½          |
| 1976 | Contra-Olimpiada de Ajedrez                                                            | Trípoli, Libia                | El Salvador 38½     | Túnez 36                                | Pakistán 34½            |
| 1978 | 23.ª Olimpiada de Ajedrez                                                              | Buenos Aires, Argentina       | Hungría 37          | Unión Soviética 36                      | Estados Unidos 35       |
| 1980 | 24.ª Olimpiada de Ajedrez                                                              | La Valeta, Malta              | Unión Soviética 39  | Hungría 39                              | Estados Unidos 35       |
| 1982 | 25.ª Olimpiada de Ajedrez                                                              | Lucerna, Suiza                | Unión Soviética 42½ | República Checa 36                      | Estados Unidos 35       |
| 1984 | 26.ª Olimpiada de Ajedrez                                                              | Salónica, Grecia              | Unión Soviética 41  | Inglaterra 37                           | Estados Unidos 35       |
| 1986 | 27.ª Olimpiada de Ajedrez                                                              | Dubái, Emiratos Árabes Unidos | Unión Soviética 40  | Inglaterra 39                           | Estados Unidos 38       |
| 1988 | 28.ª Olimpiada de Ajedrez                                                              | Salónica, Grecia              | Unión Soviética 40½ | Inglaterra 34½                          | Países Bajos 34½        |
| 1990 | 29.ª Olimpiada de Ajedrez                                                              | Novi Sad, Yugoslavia          | Unión Soviética 39  | Estados Unidos 35½                      | Inglaterra 35½          |
| 1992 | 30.ª Olimpiada de Ajedrez                                                              | Manila, Filipinas             | Rusia 39            | Uzbekistán 35                           | Armenia 34½             |
| 1994 | 31.ª Olimpiada de Ajedrez                                                              | Moscú, Rusia                  | Rusia 37½           | Bosnia y Herzegovina 35                 | Rusia 34½               |
| 1996 | 32.ª Olimpiada de Ajedrez                                                              | Ereván, Armenia               | Rusia 38½           | Ucrania 35                              | Estados Unidos 34       |
| 1998 | 33.ª Olimpiada de Ajedrez                                                              | Elista, Rusia                 | Rusia 35½           | Estados Unidos 34½                      | Ucrania 32½             |
| 2000 | 34.ª Olimpiada de Ajedrez                                                              | Estambul, Turquía             | Rusia 38            | Alemania 37                             | Ucrania 35½             |
| 2002 | 35.ª Olimpiada de Ajedrez                                                              | Bled, Eslovenia               | Rusia 38½           | Hungría 37½                             | Armenia 35              |
| 2004 | 36.ª Olimpiada de Ajedrez                                                              | Calviá, España                | Ucrania 39½         | Rusia 36½                               | Armenia 36½             |
| 2006 | 37.ª Olimpiada de Ajedrez                                                              | Turín, Italia                 | Armenia 36          | China 34                                | Estados Unidos 33       |
| 2008 | 38.ª Olimpiada de Ajedrez                                                              | Dresde, Alemania              | Armenia 19          | Israel 18                               | Estados Unidos 17       |
| 2010 | 39.ª Olimpiada de Ajedrez                                                              | Khanty-Mansiysk, Rusia        | Ucrania 19          | Rusia 18                                | Israel 17               |
| 2012 | 40.ª Olimpiada de Ajedrez                                                              | Estambul, Turquía             | Armenia 19          | Rusia 19                                | Ucrania 18              |
| 2014 | 41.ª Olimpiada de Ajedrez                                                              | Tromsø, Noruega               | China 19            | Hungría 17                              | India 17                |
| 2016 | 42.ª Olimpiada de Ajedrez                                                              | Bakú, Azerbaiyán              | Estados Unidos 20   | Ucrania 20                              | Rusia 18                |
| 2018 | 43.ª Olimpiada de Ajedrez                                                              | Batumi, Georgia               | China 18            | Estados Unidos 18                       | Rusia 18                |
| 2022 | 44.ª Olimpiada de Ajedrez                                                              | Chennai, India                | Uzbekistán 19       | Armenia 19                              | IndiaII 18              |
| 2024 | 45.ª Olimpiada de Ajedrez                                                              | Budapest, Hungría             | India 21            | Estados Unidos 17                       | Uzbekistán 17           |

* En 1976 la Unión Soviética y otros cuarenta países no participaron, en protesta por la realización de la olimpíada en el Estado de Israel.

## Ediciones de las olimpiadas de ajedrez - torneo femenino
Se indica el año de celebración, el lugar, la cantidad de equipos intervinientes y los países que ocuparon los tres primeros puestos, con sus respectivos puntajes:
| Año  | Lugar                             | Equipos | Primero             | Segundo              | Tercero                          |
| ---- | --------------------------------- | ------- | ------------------- | -------------------- | -------------------------------- |
| 1957 | Emmen, Países Bajos               | 21      | Unión Soviética 10½ | Rumania 10½          | República Democrática Alemana 10 |
| 1963 | Split, Yugoslavia                 | 15      | Unión Soviética 25  | Yugoslavia 24½       | República Democrática Alemana 21 |
| 1966 | Oberhausen, Alemania Occidental   | 14      | Unión Soviética 22  | Rumania 20½          | República Democrática Alemana 17 |
| 1969 | Lublin, Polonia                   | 15      | Unión Soviética 26  | Hungría 20.5         | Checoslovaquia 19                |
| 1972 | Skopie, Yugoslavia                | 23      | Unión Soviética 11½ | Rumania 8            | Hungría 8                        |
| 1974 | Medellín, Colombia                | 26      | Unión Soviética 13½ | Rumania 13½          | Bulgaria 13                      |
| 1976 | Haifa, Israel                     | 23      | Israel 17           | Inglaterra 11        | España 11½                       |
| 1978 | Ciudad de Buenos Aires, Argentina | 32      | Unión Soviética 16  | Hungría 11           | República Democrática Alemana 11 |
| 1980 | La Valetta, Malta                 | 42      | Unión Soviética 32½ | Hungría 32           | Polonia 26½                      |
| 1982 | Lucerna, Suiza                    | 45      | Unión Soviética 33  | Rumania 30           | Hungría 26                       |
| 1984 | Tesalónica, Grecia                | 51      | Unión Soviética 32  | Bulgaria 27½         | Rumania 27                       |
| 1986 | Dubái, Emiratos Árabes Unidos     | 49      | Unión Soviética 33½ | Hungría 29           | Rumania 28                       |
| 1988 | Tesalónica, Grecia                | 56      | Hungría 33          | Unión Soviética 32.5 | Yugoslavia 28                    |
| 1990 | Novi Sad, Yugoslavia              | 64      | Hungría 35          | Unión Soviética 35   | China 29                         |
| 1992 | Manila, Filipinas                 | 62      | Georgia 13½         | Ucrania 13           | China 12½                        |
| 1994 | Moscú, Rusia                      | 81      | Georgia 32          | Hungría 31           | China 27                         |
| 1996 | Ereván, Armenia                   | 74      | Georgia 30          | China 28½            | Rusia 28½                        |
| 1998 | Elistá, Rusia                     | 72      | China 29            | Rusia (A) 27         | Georgia 27                       |
| 2000 | Estambul, Turquía                 | 86      | China 32            | Georgia 31           | Rusia 28½                        |
| 2002 | Bled, Eslovenia                   | 91      | China 29½           | Rusia 29             | Polonia 28                       |
| 2004 | Calviá, España                    | 87      | China 31            | Estados Unidos 28    | Rusia 27½                        |
| 2006 | Turín, Italia                     | 103     | Ucrania 29½         | Rusia 28             | China 27½                        |
| 2008 | Dresde, Alemania                  | 114     | Georgia 18          | Ucrania 18           | Estados Unidos 17                |
| 2010 | Khanty-Mansiysk, Rusia            | 115     | Rusia 22            | China 18             | Georgia 16                       |
| 2012 | Estambul, Turquía                 | 127     | Rusia 19            | China 19             | Ucrania 18                       |
| 2014 | Tromso, Noruega                   | 136     | China 19            | Hungría 17           | India 17                         |
| 2016 | Bakú, Azerbaiyán                  | 140     | China 20            | Polonia 17           | Ucrania 17                       |
| 2018 | Batumi, Georgia                   | 151     | China 18            | Ucrania 18           | Georgia 17                       |
| 2022 | Chennai, India                    | 162     | Ucrania 18          | Georgia 18           | India 17                         |
| 2024 | Budapest, Hungría                 | 181     | India 19            | Kazajistán 18        | Estados Unidos 17                |